# Giovanni Arpino
Giovanni Arpino, né le 27 janvier 1927 à Pola, en Italie, aujourd'hui Pula en Croatie, et mort le 10 décembre 1987 à Turin, est un écrivain, journaliste et scénariste italien, lauréat de plusieurs prix littéraires.
Un prix littéraire porte désormais son nom, décerné par la ville de Bra, qui lui a également dédié un important centre culturel.

## Biographie

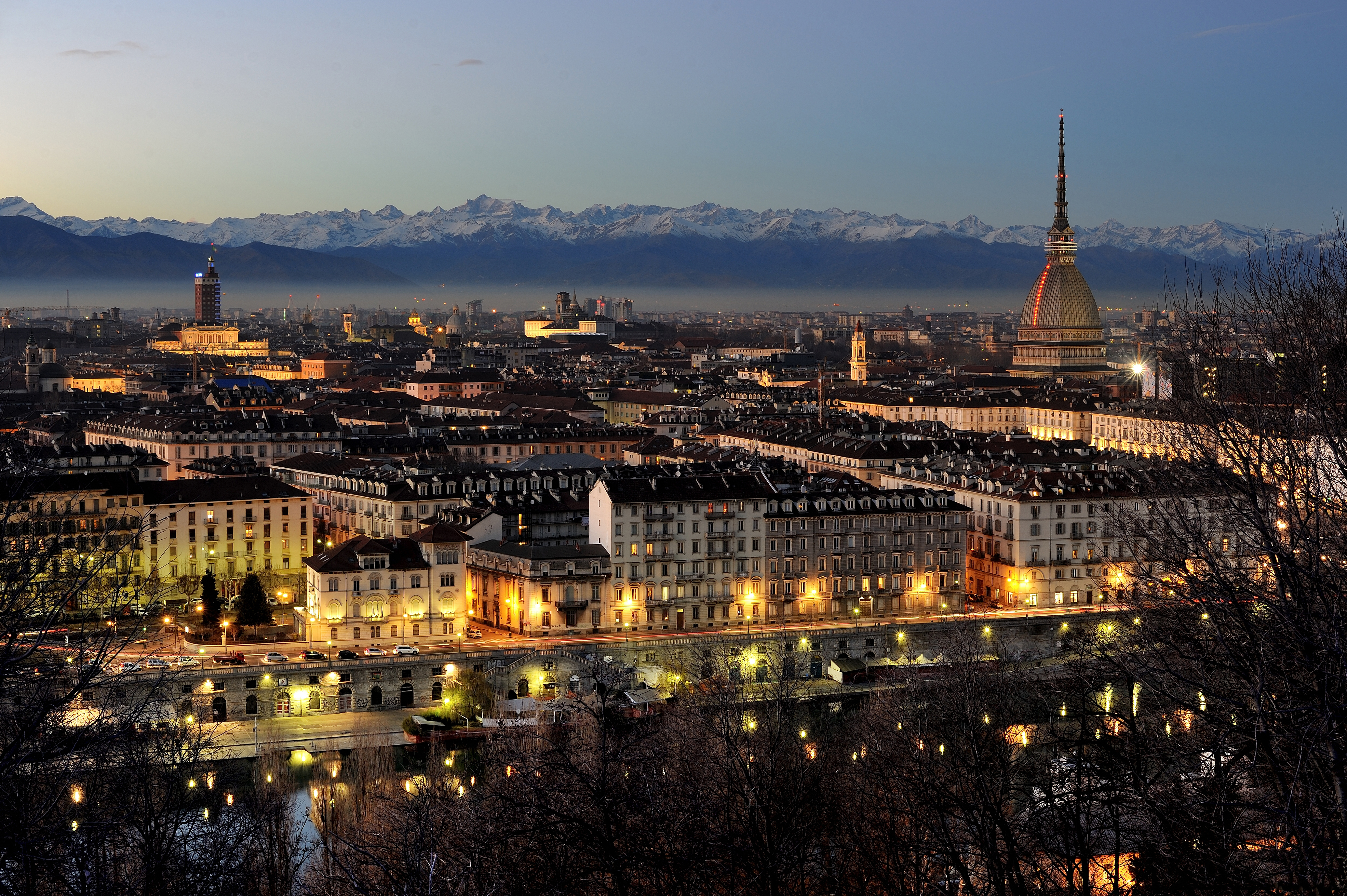
Turin

Né à Pola (aujourd'hui en Croatie), d'une famille piémontaise, Giovanni Arpino vit pendant une partie de sa jeunesse à Bra, dans la province de Coni, où il épouse Caterina Brero, après quoi il passe l'essentiel de sa vie à Turin. Journaliste sportif à la Stampa et au Giornale, il contribue avec Gianni Brera à donner à ce genre ses lettres de noblesse et lui consacre un livre, Azzurro tenebra, en 1977.

### Carrière littéraire
Auteur en 1951 d'une thèse sur Sergueï Essénine, il se fait connaître l'année suivante par un premier roman qu'il publie à l'âge de vingt-cinq ans chez Einaudi, Sei stato felice, Giovanni.
Au cours de sa carrière de romancier, il remporte plusieurs récompenses importantes, avec L'Ombre des collines (L'Ombra delle Colline) (prix Strega 1964), Randagio è l'eroe (selectionné au prix Campiello 1972) et Mon frère italien (Il Fratello Italiano) (prix Campiello 1980).

### Cinéma
Pour le cinéma, Arpino signe en 1962 le scénario de Renzo et Luciana pour Mario Monicelli, aux côtés d'Italo Calvino et de Suso Cecchi D'Amico.
Deux de ses romans ont été adaptés à l'écran : d'une part, Parfum de femme (Il buio e il miele), adapté par Dino Risi en 1975 sous le même titre (Profumo di donna), avec Vittorio Gassman et Agostina Belli, César du meilleur film étranger 1976, puis par Martin Brest en 1992 sous le titre Le Temps d'un week-end (The Scent of a Woman), avec Al Pacino ; d'autre part, Une âme perdue (Un'anima persa), adapté par Dino Risi en 1977 sous le titre Âmes perdues, avec Vittorio Gassman et Catherine Deneuve.

## Œuvre

### Romans
- Sei stato felice, Giovanni (1952) Publié en français sous le titre Giovanni le bienheureux, traduit par Nathalie Bauer, Paris, Éditions Belfond, coll. « Littérature étrangère », 2014  (ISBN 978-2-7144-5178-1)
- Gli anni del giudizio (1958)
- La suora giovane (1959) Publié en français sous le titre Serena, traduit par Jeanne Modigliani, Paris, Éditions du Seuil, 1961 ; rééd., Paris, Seuil, coll. « Points. Roman » no 295, 1987  (ISBN 2-02-009869-5)
- Un delitto d'onore (1960) Publié en français sous le titre Un délit d'honneur, traduit par Louis Bonalumi, Paris, Éditions du Seuil, 1963
- Le mille e una Italia (1960)
- Una nuvola d'ira (1962)
- L'ombra delle colline (1964) Publié en français sous le titre Le Bonheur secret ou le Fils du colonel Illuminati, traduit par Constance Thompson, Paris, Plon, 1967 ; nouvelle traduction de Nathalie Bauer sous le titre L'Ombre des collines, Paris, Éditions Autrement, 1998  (ISBN 2-86260-834-3)
- Un'anima persa (1966) Publié en français sous le titre Une âme perdue, traduit par Nathalie Bauer, Paris, Éditions Belfond, coll. « Littérature étrangère », 2009  (ISBN 978-2-7144-4464-6)
- Il buio e il miele (1969) Publié en français sous le titre Parfum de femme, traduit par Nathalie Bauer, Paris, éditions Philippe Rey, 2005 ; rééd., Paris, 10/18, coll. « Domaine étranger » no 4080, 2007  (ISBN 978-2-264-04334-4)
- Randagio è l'eroe (1972)
- Correva l'anno felice (1974)
- Domingo il favoloso (1975)
- Il primo quarto di luna (1976)
- Azzurro tenebra (1977)
- Il fratello italiano (1980) Publié en français sous le titre Mon frère italien, traduit par Nathalie Bauer, Paris, Éditions Belfond, coll. « Littérature étrangère », 2011  (ISBN 978-2-7144-5006-7)
- Un gran mare di gente (1981)
- Bocce ferme (1982)
- Il contadino Genè (1982)
- La sposa segreta (1983)
- Passo d'addio (1986) Publié en français sous le titre Le Pas de l'adieu, traduit par Nathalie Bauer, Paris, Éditions Belfond, coll. « Littérature étrangère », 2010  (ISBN 978-2-7144-4817-0) ; rééd., Paris, 10/18, coll. « Domaine étranger » no 4492, 2011  (ISBN 978-2-264-05201-8) ; rééd., Paris, 10/18, coll. « Domaine étranger » no 4618, 2012  (ISBN 978-2-264-05637-5)
- La trappola amorosa (1988), publication posthume

### Recueils de nouvelles
- La babbuina e altre storie (1967)
- I ventisette racconti (1968)
- La pietra, il ragazzo, il vento (1972), en collaboration avec Gianni Brera, Dino Buzzati, Achille Campanile, Luigi Silori - Arpino signe dans ce recueil la nouvelle-titre.
- Racconti di vent'anni (1974)

En 2005, l'éditeur Mondadori a publié une sélection de ses œuvres présentées par le critique littéraire Giorgio Bàrberi Squarotti, professeur de littérature italienne à l'université de Turin.

### Documentaire
- Un livre, un jour (1991) où Giovanni Arpino interprète son propre rôle.

### Lieu
- (it) Parc littéraire Giovanni Arpino